# Argyrotaenia cupressae
Espèce
Argyrotaenia cupressae est une espèce de papillons de la famille des Tortricidae.

## Répartition
Argyrotaenia cupressae est endémique de Californie.

## Description
L'envergure est d'environ 18 à 19 mm.
Des adultes ont été observés en vol de mai à septembre.
Les larves se nourrissent de Cupressus goveniana, Cupressus forbesii, Cupressus guadalupensis, Cupressus macrocarpa, Cupressus sargentii, Cupressus sempervirens, Juniperus californica et Sequoia sempervirens.

## Liste des sous-espèces
- Argyrotaenia cupressae cupressae Powell, 1960
- Argyrotaenia cupressae beyeria Powell, 1960 (Californie)

## Systématique
L'espèce Argyrotaenia cupressae a été décrite en 1960 par l'entomologiste américain Jerry Allen Powell (d), (1933-2023).
Argyrotaenia cupressae a pour synonymes :
- Argyrotaenia beyeria Powell, 1960
- Argyrotaenia cupressae beyeria Powell, 1960

## Publication originale
- (en) Jerry A. Powell, « Descriptions of New Species of Argyrotaenia in the Southwestern United States », The Pan-Pacific Entomologist, San Francisco, Inconnu, vol. 36, no 2,‎ avril 1960, p. 83-97 (ISSN 0031-0603 et 2162-0237, OCLC 302366370, lire en ligne).